# Langford (New York)
Pour les articles homonymes, voir Langford.

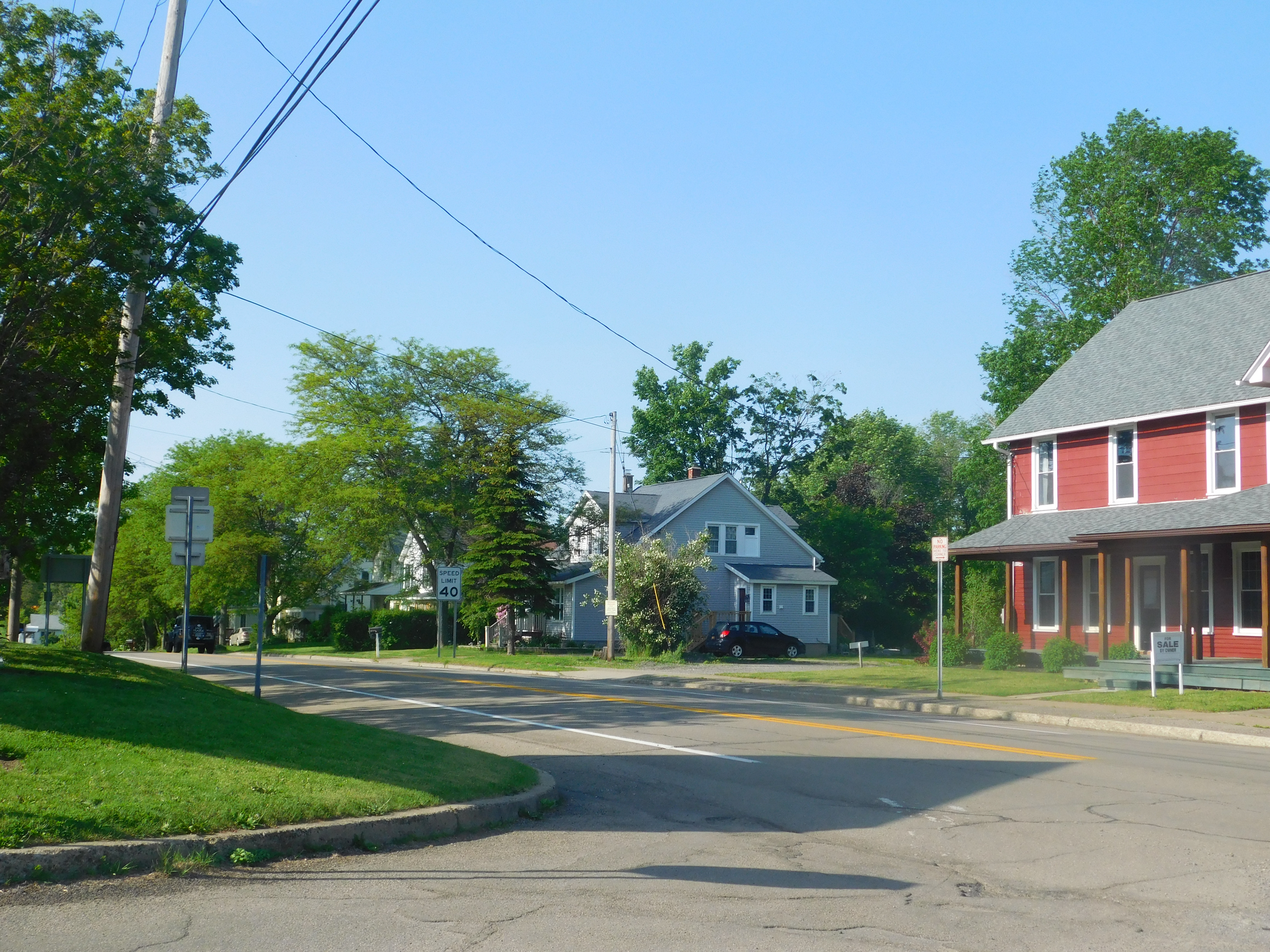
Route 75 de l'État de New York à Langford.

Langford est un petit hameau situé dans la ville de North Collins, dans le sud du Comté d'Érié, dans l'état de New York aux États-Unis. Le hameau est situé à la jonction de NY 249 et NY 75.
La principale attraction de Langford est un stade de 4 000 places, qui organise chaque année (le premier week-end d'août) un concert de musique country, et un événement de tracteur pulling.